# Comando delle unità mobili e specializzate carabinieri "Palidoro"
Il Comando delle unità mobili e specializzate carabinieri "Palidoro" è una grande unità al vertice dell'Organizzazione mobile e speciale dell'Arma dei carabinieri. Ha sede nella caserma Salvo D'Acquisto a Roma.

## Compiti
Il Comando esercita le funzioni di direzione, coordinamento e controllo dei comandi dipendenti, che comprendono i reparti dedicati all'espletamento di compiti particolari o che svolgono attività di elevata specializzazione, ad integrazione, a sostegno o con il supporto dell'organizzazione territoriale.

## Struttura
Il Comando delle unità mobili e specializzate carabinieri "Palidoro" è retto da un generale di Corpo d’Armata e si articola in:
Divisione unità mobili carabinieri, suddivisa in
- 1ª Brigata mobile:
  - 1º Reggimento carabinieri "Piemonte"
    - 2º Battaglione Carabinieri "Liguria"

  - 3º Reggimento Carabinieri "Lombardia"
  - 4º Battaglione Carabinieri "Veneto"
  - 5º Reggimento Carabinieri "Emilia-Romagna"
    - 6º Battaglione "Toscana"

  - 8º Reggimento carabinieri "Lazio"
    - 9º Battaglione Carabinieri "Sardegna"

  - 10º Reggimento carabinieri "Campania"
  - 11º Reggimento Carabinieri "Puglia"
  - 12º Reggimento carabinieri "Sicilia"
  - 14º Battaglione carabinieri "Calabria"
  - 4º Reggimento carabinieri a cavallo:
- 2ª Brigata mobile
  - 1º Reggimento carabinieri paracadutisti "Tuscania"
  - 7º Reggimento carabinieri "Trentino-Alto Adige"
  - 13º Reggimento carabinieri "Friuli Venezia Giulia"
  - GIS - Gruppo di intervento speciale

Divisione unità specializzate, suddivisa in
- Servizio aereo carabinieri
  - RAC - Raggruppamento aeromobili carabinieri
    - 14 Nuclei elicotteri carabinieri
- Centro subacquei dell'Arma dei Carabinieri
- Comando carabinieri per la tutela del lavoro
  - 5 Gruppi interregionali
  - 101 Nuclei territoriali ispettorati del lavoro
- Comando carabinieri per la tutela della salute
  - 38 Nuclei antisofisticazioni e sanità
- Comando carabinieri antifalsificazione monetaria
- Comando carabinieri Banca d'Italia
  - 54 nuclei provinciali servizi di vigilanza e scorta ai portavalori
- Comando carabinieri per la tutela del patrimonio culturale
  - Reparto Operativo
  - Gruppo di Roma
  - 15 Nuclei tutela patrimonio culturale
  - Sezione TPC di Siracusa
- RaCIS - Raggruppamento carabinieri investigazioni scientifiche
  - RIS di Roma
  - RIS di Parma
  - RIS di Messina
  - RIS di Cagliari
  - 29 SIS - Sezioni investigazioni scientifiche
  - RAC - Reparto analisi criminologiche
  - RTI - Reparto tecnologie informatiche
  - RDP - Reparto dattiloscopia preventiva
  - RT - Reparto tecnico

CoESPU - Centro di eccellenza per le Stability Police Units
ROS - Raggruppamento operativo speciale
Comando carabinieri Ministero Affari Esteri

## Storia

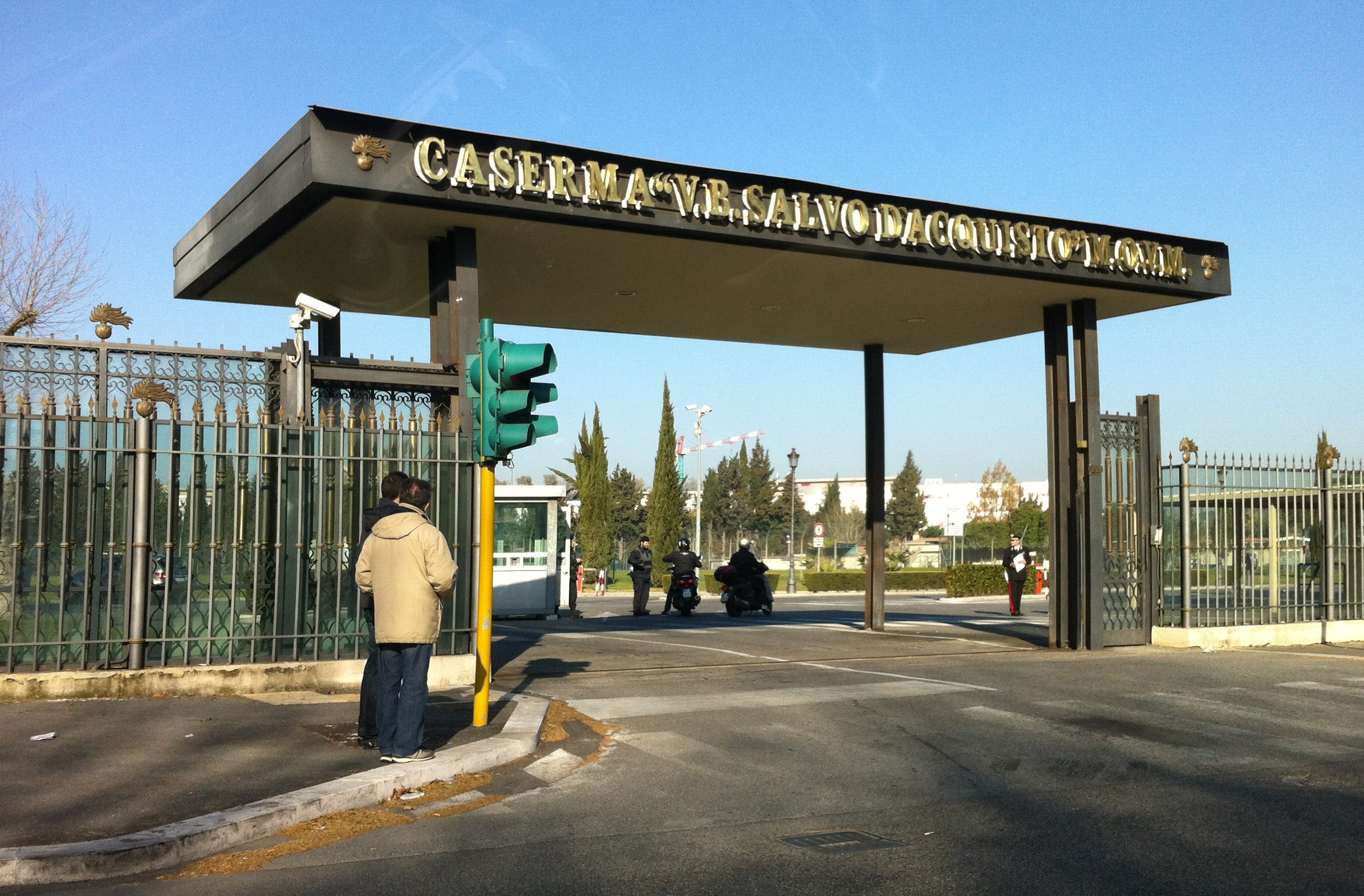
La caserma Salvo D'Acquisto, sede del Comando delle unità mobili e specializzate carabinieri "Palidoro".

La configurazione ordinativa delle unità mobili e specializzate dell'Arma ha subito diverse modifiche e si è evulta nel tempo. 

### L'ispettorato
Le attribuzioni di alta vigilanza furono affidate il 7 marzo 1965 all'ispettore dei reparti meccanizzati e speciali, alle cui dipendenze furono inquadrate la 11ª Brigata meccanizzata, il Battaglione paracadutisti, i gruppi squadroni territoriali di Milano, Cagliari e Palermo, i nuclei autocarrati, il Naviglio e i reparti sommozzatori. Il 10 marzo 1967, l'incarico fu modificato in quello di Ispettore dei Reparti meccanizzati, venendo successivamente soppresso nel maggio dello stesso anno.
Il 15 ottobre 1967, fu istituito un ispettorato dei reparti meccanizzati e di istruzione, con competenza sulla 10ª Brigata (comprendente anche le Scuole) e l'11ª Brigata meccanizzata. Successivamente, il Capo di stato maggiore dell'Esercito, al fine di recuperare risorse, dispose la soppressione dell'Ispettorato dal 1º luglio 1968.
Il 1º settembre 1971, date le avvertite esigenze di coordinamento e controllo dell'attività della 10ª ed 11ª Brigata, venne costituito l'Ispettorato scuole e unità speciali carabinieri.

### La divisione
L'ispettorato dal 23 settembre 1980, assunse la denominazione di Comando divisione scuole e unità speciali dei carabinieri "Palidoro". Il nome fu scelto il onore del vicebrigadiere Salvo D'Acquisto che a Palidoro (vicino a Roma) morì eroicamente fucilato dai tedeschi, al posto di altre ventidue persone.
Il 1º luglio 1985 il reparto fu riarticolato sulla 11ª e 12ª Brigata (raggruppante i reparti speciali), fu privato della componente addestrativa che fu ricondotta all'Ispettorato scuole carabinieri e venne denominato Divisione unità mobili e speciali dei carabinieri "Palidoro".

### Il comando
Dal 1º gennaio 2001, in ottemperanza dei decreti legislativi 5 ottobre 2000 nn. 297 e 298, l'Arma dei carabinieri è stata elevata al rango di forza armata, e di conseguenza il comando ha assunto la denominazione di Comando unità mobili e specializzate carabinieri "Palidoro".
L’Organizzazione mobile e speciale dell'Arma è stata riorganizzata nell'attuale configurazione con l'art.174 del D.Lgs.66/2010.